# Ayashimon
Ayashimon (アヤシモン?) es una serie de manga escrita e ilustrada por Yūji Kaku. Fue serializado en la revista Shūkan Shōnen Jump de Shueisha del 15 de noviembre de 2021 al 30 de mayo de 2022.

## Sinopsis
Maruo Kaido (海堂 マルオ Kaidō Maruo?) es un chico inusualmente fuerte y un ávido fanático del manga shōnen que sueña con ser un «héroe». Realizando un entrenamiento que aparece en el manga que leyó de pequeño, Maruo pudo romper rocas a la edad de siete años. Un día, conoce a Urara (ウララ?), una oni ayashimon —o yōkai— que es perseguida por una pandilla de ayashimon yakuza. Después de que Maruo derrota fácilmente a la pandilla, Urara, impresionada por su fuerza y por el hecho de que es un simple humano y no un ayashimon, lo recluta como el primer miembro de su grupo yakuza. Maruo, vacilante al principio, acepta su oferta, dándose cuenta de que puede experimentar una vida como un protagonista de manga siguiendo el camino de los yakuza.

## Publicación
Ayashimon fue escrito e ilustrado por Yuji Kaku. Se serializó en la revista de manga Shūkan Shōnen Jump de Shueisha desde el 15 de noviembre de 2021, hasta el 30 de mayo de 2022. El primer volumen tankōbon de  la serie se publicó el 4 de marzo de 2022.
El manga fue publicado simultáneamente en inglés por VIZ Media y la plataforma en línea Manga Plus de Shueisha.
| Volúmenes de manga publicados | Volúmenes de manga publicados | Volúmenes de manga publicados |
| Número                        | Fecha de publicación          | ISBN                          |
| ----------------------------- | ----------------------------- | ----------------------------- |
| 1                             | 4 de marzo de 2022            | ISBN 978-4-08-883039-1        |
| 2                             | 6 de junio de 2022            | ISBN 978-4-08-883141-1        |
| 3                             | 4 de agosto de 2022           | ISBN 978-4-08-883199-2        |